# Wanshoutan
Wanshoutan (kinesiska: 万寿滩, 万寿滩乡) är en socken i Kina. Den ligger i den autonoma regionen Inre Mongoliet, i den norra delen av landet, omkring 320 kilometer nordost om regionhuvudstaden Hohhot.
Genomsnittlig årsnederbörd är 523 millimeter. Den regnigaste månaden är juli, med i genomsnitt 127 mm nederbörd, och den torraste är februari, med 4 mm nederbörd.